# Johan Johanson i Valared
För andra betydelser, se Johan Johanson.
Johan Johanson (i riksdagen kallad Johanson i Valared), född 2 juli 1850 i Hössna socken, Västergötland, död där 8 april 1915, var en svensk lantbrukare och riksdagsman. Han ägde fastigheten Valared i Hössna socken.
Johanson var son till lantbrukaren Anders Johansson och Johanna Johansdotter. Som politiker var han ledamot av riksdagens andra kammare för Redvägs härads valkrets 1897–1908 och tillhörde första kammaren för Älvsborgs läns valkrets från 1909 till sin död. Partipolitiskt tillhörde han 1897 till 1908 lantmannapartiet, 1910 till 1911 det förenade högerpartiet och från 1912 till sin död Första kammarens nationella parti.
Gift 1881 med Wilhelmina Natalia Igelström (född 1861 i Gullered, död 1941 i Hössna). Paret fick fem barn:
- Signe Elisabet, född 1882
- Bertha Johanna, född 1884
- Elin Almina, född 1888
- Karin Linnea, född 1893
- Ellen Margit, född 1895